# Terry Zwigoff

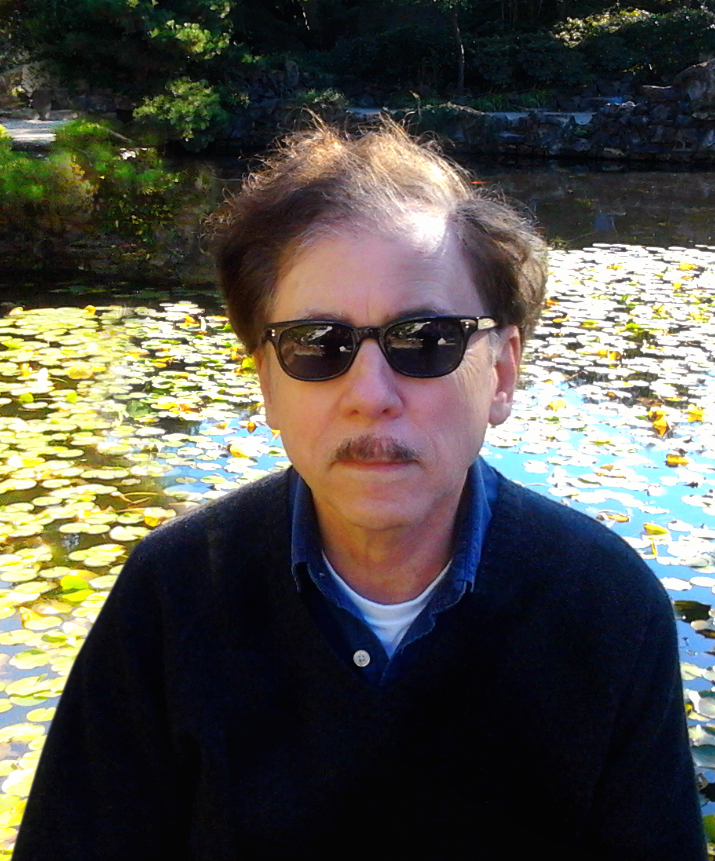
Terry Zwigoff

Terry Zwigoff (* 18. Mai 1949 in Appleton, Wisconsin) ist ein US-amerikanischer Filmregisseur und Musiker.

## Karriere
1985 erschien Zwigoffs Regiedebüt, der Dokumentarfilm Louie Bluie über den Bluesmusiker Howard „Louie Bluie“ Armstrong. Bekannt wurde Zwigoff mit der vielfach ausgezeichneten Dokumentation Crumb über den Comiczeichner Robert Crumb. Anschließend erhielt er das Angebot, Wild Man Blues über Woody Allens Jazzkapelle „Woody Allen with the Eddy Davis New Orleans Jazz Band“ zu drehen. Zwigoff gab jedoch Ghost World, der Realverfilmung des gleichnamigen Comics von Daniel Clowes, den Vorzug. Für Art School Confidential arbeitete Zwigoff erneut mit Clowes zusammen, der Film konnte jedoch nicht an den Erfolg von Ghost World anknüpfen.

## Filmografie
- 1985: Louie Bluie
- 1994: Crumb
- 2001: Ghost World
- 2003: Bad Santa
- 2006: Art School Confidential

## Auszeichnungen (Auswahl)
- 1994: Großer Preis der Jury des Sundance Film Festivals für Crumb
- 1995: National Board of Review Award für den Besten Dokumentarfilm für Crumb
- 1995: National Society of Film Critics Award für den Besten Dokumentarfilm für Crumb
- 2001: Preis für das „Best First Screenplay“ bei den Independent Spirit Awards für Ghost World
- 2002: Oscar-Nominierung für das Beste adaptierte Drehbuch für Ghost World